# 多輻鼬鯰
多輻鼬鯰，為輻鰭魚綱鯰形目鼬鯰科的其中一種，為熱帶淡水魚，分布於南美洲巴西Tietê河上游流域，體長可達9.6公分，棲息在底層水域，生活習性不明。